# 錫爾達爾
錫爾達爾（挪威語：Sirdal）是挪威阿格德爾郡的一個市镇，為南挪威的一部分。區政中心位於通斯塔，總面积為1,555平方公里，2004年總人口為1,766人，人口密度為1人/平方公里。